# Klasyfikacja części mowy
Uzasadnienie:  Trudno mówić o częściach mowy bez mówienia o kryteriach ich wyróżniania. Oba artykuły dobrze się uzupełniają.

## Informacje wstępne
Ze względów praktycznych (ale nie tylko) wyrazy w języku polskim zostały podzielone na kilka klas. Klasy te nazywamy częściami mowy. Przynależność leksemów do określonej części mowy może być oparta na właściwościach semantycznych, fleksyjnych (morfologicznych) i składniowych wyrazów. Za podstawowe kryterium podziału przyjmuje się najczęściej ich funkcje składniowe w wypowiedzeniu oraz możliwość łączenia z innymi wyrazami. Odróżnia się przy tym funkcję podstawową (prymarną) od funkcji drugorzędnych (sekundarnych). W kryterium morfologicznym bierze się pod uwagę właściwości morfologiczne wyrazów, a więc to, czy się odmieniają, a jeśli tak, to w jaki sposób. Klasyfikacja semantyczna oparta jest na właściwościach znaczeniowych. Zgodnie z nią wyrazy dzieli się na samoznaczące (autosemantyczne) i niemające znaczenia (synsemantyczne).
Definicje części mowy:
- Części mowy to klasy funkcjonalne, na które rozpada się ogół leksemów danego języka, charakteryzujące się podobnymi cechami funkcjonalnymi i formalnymi.
- Części mowy to grupy wyrazów wyróżnione ze względu na pewne wspólne właściwości: gramatyczne (związane z ich formą) oraz semantyczne (związane ze znaczeniem).
- Część mowy to zbiór wyrazów o podobnych właściwościach lub cechach tj. odmianie, znaczeniu, powiązaniach składniowych lub semantycznych.

Części mowy to kategorie gramatyczno–leksykalne, które:
- mają te same cechy morfologiczne tzn. każdy leksem należący do danej części mowy ma podobną budowę, podobnie się odmienia np. rzeczowniki przez przypadki i liczby, przymiotniki przez rodzaje, przypadki i liczby,
- pełnią identyczną funkcję składniową tzn. występują w roli orzeczenia, podmiotu, przydawki itd.,
- mają podobne znaczenie lub niosą podobną treść ogólną, np. nazywają zjawiska atmosferyczne, procesy, wielkości, cechy, liczby, stany itd.,
- wchodzą w określone relacje (związki) z innymi wyrazami, np. przysłówek z czasownikiem tworzą związek przynależności.

Tradycyjny podział wyróżnia dziesięć części mowy:
1. rzeczownik
2. przysłówek
3. przymiotnik
4. przyimek
5. liczebnik
6. czasownik
7. spójnik
8. zaimek
9. partykuła
10. wykrzyknik

## Kryteria podziału na części mowy
- semantyczne, które dzieli wyrazy ze względu na ich ogólne znaczenie,
- gramatyczne, które dzieli leksemy według dwóch kryteriów:
  - składniowego (syntaktycznego) – podział leksemów na części mowy ze względu na ich podstawowe funkcje w zdaniu,
  - morfologicznego – podział ze względu na sposób odmiany.

Uproszczona klasyfikacja na podstawie kryteriów:
- semantycznych
- fleksyjnych
- składniowych

Klasyfikacja wyrazów ze względu na właściwości morfologiczne:
- nieodmienne, do których zaliczamy przysłówki, przyimki, spójniki, partykuły, wykrzykniki;
- odmienne przez przypadki to rzeczowniki, przymiotniki, liczebniki[a] i zaimki[b];
- odmienne przez osoby i czasy: czasowniki

Klasyfikacja wyrazów ze względu na właściwości składniowe:
- Wyrazy samodzielne – wyrazy, które mogą funkcjonować jako samodzielne zdania lub równoważniki zdań tzn. nie wymagają użycia innych wyrazów, aby wypowiedzenie miało sens. Np. w odpowiedzi na zadane pytania „Jaka jest dzisiaj pogoda? Ładna.”, „Gniewasz się? Tak.”, „Co robisz? Czytam.”. Wyrazy „tak”, „ładna” i „czytam” kończą wypowiedź i oprócz nich nie ma konieczności użycia innych wyrazów. Do wyrazów samodzielnych zaliczane są: rzeczowniki, przymiotniki, liczebniki, zaimki, czasowniki, przysłówki, wykrzykniki;
- Wyrazy niesamodzielne – nie mogą być równoważnikami zdań tzn., aby wypowiedź miała sens, muszą być użyte jeszcze inne wyrazy. Np. spójnik „i” i przyimek „do” nie niosą ze sobą żadnej informacji, nie mogą być skończonymi wypowiedziami i konieczne jest użycie innego wyrazu. Są to przyimki, spójniki, partykuły.

Klasyfikacja wyrazów ze względu na zdolność do wchodzenia w związki składniowe:
- wyrazy, które wchodzą w związki składniowe[c]: rzeczowniki, czasowniki, przymiotniki, zaimki, liczebniki, przysłówki, przyimki;
- wyrazy, które nie wchodzą w związki składniowe[d]: spójniki, partykuły, wykrzykniki.

Klasyfikacja wyrazów ze względu na właściwości semantyczne:
- wyrazy pełnoznaczne (samodzielnie znaczące): do których zaliczamy: rzeczowniki, czasowniki, przymiotniki, przysłówki, liczebniki, wykrzykniki;
- wyrazy niepełnoznaczne (niesamodzielnie znaczące): przyimki, spójniki i partykuły;
- wyrazy informujące (nie mają treści znaczeniowej): zaimki.

Na podstawie żadnego z tych kryteriów nie da się uzyskać podziału na dziesięć jednorodnych grup. Dlatego przy wyodrębnianiu części mowy często stosuje się dwa lub trzy kryteria.
Kilka powodów sprawia, że w niektórych nowszych gramatykach i opracowaniach np. słownikach odchodzi się od tradycyjnego podziału na dziesięć części mowy: 
- Po pierwsze tradycyjny podział nie jest reprezentatywny dla całego zasobu leksykalnego.
- Po drugie, zbudowany jest w oparciu o niejednolite kryteria klasyfikacji tzn. część leksemów jest klasyfikowana na podstawie znaczenia, a część na podstawie funkcji składniowych i właściwości morfologicznych.
- Po trzecie, kryteria te są dość nieostre i obejmują leksemy o różnych właściwościach. Dotyczy to w szczególności nieodmiennych części mowy, gdzie jedynym kryterium, na jakim można się oprzeć, jest kryterium składniowe i znaczeniowe.
- Po czwarte, wynika z potrzeby stworzenia jasnego, obiektywnego, nieintuicyjnego i wyczerpanego podziału tj. klasyfikacji, w której o przynależności do danej klasy części mowy nie decyduje subiektywna (oparta jedynie o pewne przesłanki) ocena osoby dokonującej podziału, a więc klasyfikacji, dzięki której otrzymujemy za każdym razem identyczny rezultat niezależnie od tego, przez kogo jest robiona.
- Po piąte, konieczności stworzenia formalnego modelu klasyfikacji (opartego na algorytmie), czytelnego dla komputera. Ma to szczególne znaczenie w tzw. lingwistyce komputerowej, gdzie opis języka musi być bardzo rygorystyczny, oparty na jasnych regułach, które można zaimplementować w postaci kodu czytelnego dla komputera.

W nowszych publikacjach dotyczących języka polskiego liczba części mowy jest zazwyczaj większa niż w tradycyjnym podziale. Występujące w „starej” (szkolnej) klasyfikacji kategorie uzupełnia się najczęściej o takie klasy jak, np. modulanty, modyfikatory, modalizatory, relatory (konektory), dopowiedzenia, operatory metatekstowe. To nie wszystkie różnice między „starymi”, a „nowymi” klasyfikacjami. Oprócz dodania nowych części mowy, autorzy (w oparciu przesłanki, o których była mowa wyżej) modyfikują tradycyjne klasy wyrazów. Najczęściej wprowadzane zmiany dotyczą klasyfikacji zaimków, liczebników, przymiotników, przysłówków i partykuł. Autorzy opierając się na jednym bądź dwu kryteriach (składniowym i/lub morfologicznym), starają się uzyskać jak najbardziej jednorodną klasę wyrazów. Pierwsze z nich pełni wtedy funkcję kryterium podstawowego, w oparciu o które możliwe jest wyodrębnienie wszystkich części mowy, a kryterium morfologiczne jest kryterium pomocniczym (nie zawsze). Trzecie kryterium, semantyczne, jest pomijane przy klasyfikacji albo pełni rolę pomocniczego, podobnie jak kryterium morfologiczne. Różnice między tradycyjną, a „nowoczesną” klasyfikacją polegają najczęściej na innym zaklasyfikowaniu części mowy, na przykład:
- Liczebniki odmieniające się przez przypadki, liczby i rodzaje są zaliczane do przymiotników. Liczebniki odmieniające się przez przypadki, liczby i posiadające rodzaj są zaliczane do rzeczowników.
- Zaimki jako klasa niejednorodna, wyodrębniona w oparciu o subiektywne i nieintuicyjne kryteria, jest pomijana albo redukuje się ją do kilku lub kilkunastu wyrazów. Pozostałe wyrazy wyodrębniane na podstawie tradycyjnej klasyfikacji jako zaimki, włącza się (w oparciu o kryterium morfologiczne) do klasy przymiotników, liczebników i rzeczowników lub (w oparciu o kryterium składniowe) do przysłówków.
- W przypadku klasyfikacji pozostałych odmiennych części mowy tj. czasowników i rzeczowników nie występują zasadnicze różnice.

Wśród nieodmiennych części mowy największe różnice występują w klasyfikacji partykuł i przysłówków. W niektórych klasyfikacjach są one łączone w jedną kategorię.

## Charakterystyka klasyfikacji części mowy

### Kryterium semantyczne
Kryterium semantyczne wyodrębnia części mowy na podstawie odwołania się do pojęć ontologicznych (dotyczących elementów rzeczywistości np. przedmiot, czynność, cecha) oraz sposobu odniesienia wyrazów (wyrażeń) do rzeczywistości pozajęzykowej. Według tego podziału leksemy można podzielić na pełnoznaczne (autosemantyczne) oraz niepełnoznaczne (synsemantyczne) i jest to najwyższy poziom klasyfikacji. Dalej wyróżniamy rzeczowniki, które są nazwami osób, przedmiotów, zjawisk itd., czasowniki oznaczające czynności, procesy lub stany, przymiotniki będące nazwami cech osób lub przedmiotów, przysłówki będące nazwami cech czynności, procesów lub stanów, liczebniki będące nazwami liczb, wykrzykniki wyrażające emocje, wolę i naśladujące dźwięki. Zaimki w przeciwieństwie do pozostałych leksemów pełnoznacznych nie nazywają, lecz wskazują. Drugą grupę stanowią leksemy niepełnoznaczne (synsemantyczne), do których należą przyimki, spójniki i partykuły.
Wyróżniamy pięć głównych kategorii znaczeniowych wyrazów:
1. Rzeczowniki nazywające rzeczy (przedmioty materialne i niematerialne, urządzenia, budowle, rośliny, zwierzęta, ludzi, obiekty).
2. Czasowniki wyrażające nazwy czynności (procesy, stany).
3. Przymiotniki nazywające cechy rzeczy (wielkość, rodzaj, właściwości, cechy) oraz liczebniki wyrażające cechy ilościowe (liczbę, wielkość).
4. Przysłówki nazywające cechy czynności, procesów, stanów.
5. Wykrzykniki wyrażające emocje, uczucia, wolę, naśladujące dźwięki i oznaczające nagłe czynności.

Wyrazy samoznaczącewyrazy znaczeniowo względnie samodzielne, które informują bezpośrednio o zjawiskach rzeczywistości pozajęzykowej np. rzeczownik naczynia jest nazwą określonej klasy przedmiotów, przymiotnik mokry lub przysłówek mokro określają pewną właściwość przedmiotów, czasownik biegać określa czynność, zaimek on w konkretnej sytuacji wskazuje na ściśle określoną osobę, liczebnik pięć informuje o ilości przedmiotów (zdarzeń) wykrzykniki bęc, trach naśladują dźwięki, a halo i precz wyrażają apel. Do leksemów samoznaczących należą rzeczowniki, przymiotniki, przysłówki, czasowniki, zaimki, liczebniki i niektóre wykrzykniki (dźwiękonaśladowcze i apelatywne).
Wyrazy współznaczącewyrazy znaczeniowo niesamodzielne, spełniające w języku funkcje pomocnicze w stosunku do wyrazów samoznaczących, tworzące dopiero w połączeniu z nimi, bądź z konstrukcjami zawierającymi wyrazy samoznaczące, jednostki znaczeniowo samodzielne. Wyraz przez użyty samodzielnie nie niesie ze sobą żadnej informacji. Dopiero w połączeniu z rzeczownikiem np. okno tworzy określoną informację. Wyrazy współznaczące to przyimki, spójniki i partykuły i niektóre wykrzykniki.
Wyrazy nazywająceokreślają zjawiska lub klasy zjawisk pozajęzykowych w sposób obiektywny, czyli niezależny od sytuacji wypowiedzeniowej. Związek między nazywanym zjawiskiem (klasą zjawisk), a wyrazem nazywającym zachodzi pośrednio, poprzez pojęcie. Pojęcie stanowi treść wyrazu nazywającego. Wszystkie zjawiska mające właściwości, które składają się na dane pojęcie, są zakresem tego wyrazu. Do grupy wyrazów nazywających zaliczamy rzeczowniki, przymiotniki, przysłówki i czasowniki.
Wyrazy szeregująceinformują o zjawiskach, rzeczach, osobach poprzez ukazanie ich miejsca w ciągu (szeregu) liczb i ilości. Wyrazami szeregującymi są liczebniki.
Wyrazy wskazującewyrazy pozbawione treści. Niesiona przez nie informacja o rzeczywistości ma charakter subiektywny tzn. jest ściśle zależna od sytuacji wypowiedzeniowej. Są one językowym środkiem bezpośredniego wskazywania na obiekty z punktu widzenia osoby mówiącej, czasu mówienia i miejsca wypowiedzi. Punktem odniesienia jest tu zawsze on, ten, wy, taki, nasz różne dla każdej sytuacji wypowiedzeniowej. Oznacza to, że zakres wyrazów wskazujących jest zmienny, różny dla każdej sytuacji wypowiedzeniowej. Wyrazami wskazującymi są zaimki.
Klasyfikacja semantyczna części mowy w oparciu o kryterium samodzielności znaczeniowej i znaczenie:
1. Samodzielne znaczeniowo (autosemantyczne) tzn. odnoszą się do jakichś obiektów, cech, czynności, stanów, procesów lub określają ich liczbę w świecie pozajęzykowym. Bądź też (jak ma to miejsce w przypadku zaimków) odnoszą się do rzeczy, osób, zwierząt, obiektów, które wcześniej zostały określone w tekście za pomocą innego wyrazu. Wykrzykniki (ekspresywne) informują natomiast o stanie emocjonalnym nadawcy.
2. Niesamodzielne znaczeniowo (synsemantyczne) tzn. pełnią role pomocnicze w stosunku do wyrazów pełnoznacznych. Ich zadaniem jest wskazywanie relacji między leksemami lub członami wypowiedzi oraz modyfikowanie znaczenia wyrazów i  zdań. Wyrazy te pełnią funkcje typowo językowe.
3. Pełnoznaczne tzn. pełniące funkcje typowe dla wyrazów samodzielnych znaczeniowo tzn. nazywają obiekty, cechy, czynności, pojęcia, procesy oraz informują o tym co i jak się z nimi dzieje, a także o ich liczbie.

Części mowy o samodzielnym znaczeniu:
1. Czasowniki – oznaczające czynność, stan lub proces np. myć się, łowić, prać, mówić i stany np. kochać.
2. Rzeczowniki – oznaczające rzeczy, przedmioty, osoby, rośliny, zwierzęta, zjawiska, czynności, stany, cechy itp.: złoto, człowiek, wędka, szarość, mądrość, czytanie, sen, złość.
3. Przymiotniki – oznaczające cechy rzeczy np. fioletowy, brzydki, szybki, mokry, głodny, zły.
4. Liczebniki – oznaczające (określające) liczbę, część, kolejność rzeczy, przedmiotów, osób: 
  - liczebniki główne – określają liczbę przedmiotów, osób, zdarzeń, np. jeden, dwa, trzy, sześć, siedem, osiem, dziesięć, trzydzieści.
  - liczebniki zbiorowe – określają zbiorowość ludzi, zwierząt, przedmiotów, nazw, np. dwoje, troje, pięcioro, siedmioro, ośmioro, dziewięcioro, trzydzieścioro.
  - liczebniki porządkowe – określają miejsce w szeregu, np. drugi, trzeci, szósty, dwudziesty, czterdziesty, setny, tysięczny.
  - ułamkowe – określają części ułamkowe czasu, przedmiotów, odległości, np. pół, półtora, ćwierć.
  - wielokrotne – określają wielokrotność jakiejś czynności, wydarzenia, zjawiska, procesu, np. trzykrotny, pięciokrotny, siedmiokrotny, trzynastokrotny.
  - wielorakie – określają liczbę możliwych rozwiązań, rodzajów, sposobów, kombinacji np. dwojaki, czworaki, pięcioraki, siedmioraki, wieloraki.
  - mnożne – określają ilość części wchodzących w skład jakieś przedmiotu np. podwójny, potrójny, poczwórny.
5. Przysłówki – oznaczające sposób, miejsce, czas, stopień np. bardzo, głośno, mocno, ciepło.

Wyrazy wskazujące - zaimki: 
- osobowe – określają bezpośredniego wykonawcę lub wykonawców czynności, np. ja, ty, wy, my;
- dzierżawcze – wskazują na przynależność określanego przez siebie przedmiotu, osoby, zwierzęcia do danej osoby bez nazywania ich, np. mój, twój, nasz, wasz, swój;
- zwrotny – wskazuje istotę żywą lub przedmiot, na który jest skierowana jego własna czynność, np. się;
- wskazujące – wskazują na osoby, zwierzęta, rośliny, sposób, miejsce, przedmioty lub cechy przedmiotów, które zostały już bliżej określone lub będą określone, np. ten, tamten, ów, taki, tu, tam, dotąd, tędy, tu;
- pytające – pytają o osoby, przedmioty, zwierzęta, własności, miejsce, kierunek, czas, kolejność, np. kto, co, który, ile, jaki, jak, gdzie, kiedy, skąd, dokąd, odkąd;
- przeczące – zaprzeczają lub sprzeciwiają się komuś lub czemuś nieokreślonemu, np. nikt, nic, niczyj, nijaki, nigdy, żaden;
- względne – wskazują na osobę, przedmiot, zdarzenie, czynność, miejsce, czas o którym myślimy, mówimy, pytamy np. kto, co, skąd, jaki, który, jaki;
- nieokreślone – wskazują osoby, zwierzęta, miejsce, czas, sposób, przedmioty lub cechy przedmiotów w sposób niedokładny, bez jednoznacznego nazywania ich, np. ktoś, coś, jakiś, gdzieś, dokądś, kiedyś, którędyś, nikt, nic, nigdy, każdy.

Wykrzykniki - wyrażające emocje i naśladujące dźwięki otoczenia np. frr, bzz, gę, grr, fuj, tfu.
Części mowy, które znaczą dopiero w połączeniu z innymi wyrazami (nie nazywają świata, ale pomagają w nazywaniu go).
- partykuły - modyfikujące lub wzmacniające znaczenia np. nie, czy, chyba, no;
- przyimki - wskazujące na relacje czasowe i przestrzenne np. za, pod, nad, około, przed, przy, z;
- spójniki - łączą człony wypowiedzeń, wskazując na relacje przyczynowo-skutkowe, wynikowe, czasowe i in. np. i, a, albo, ale, lecz.

### Kryterium fleksyjne (morfologiczne)
Według tego kryterium leksemy dzielimy na odmienne i nieodmienne. Wyrazami odmiennymi są rzeczowniki, przymiotniki, liczebniki (bez ułamkowych), czasowniki oraz zaimki z wyjątkiem przysłownych. Nieodmienne części mowy to: przysłówki, zaimki przysłowne, liczebniki ułamkowe, przyimki, spójniki, wykrzykniki, partykuły. Te pierwsze są następnie dzielone ze względu na cechy ich odmiany. Rzeczowniki, przymiotniki, liczebniki, zaimki odmieniają się przypadki i liczby (nie wszystkie), czasowniki przez tryby, czasy i osoby. Nieodmienne części mowy to spójniki, przyimki, wykrzykniki, partykuły i przysłówki.
Odmienne części mowy
1. Czasowniki odmienia się przez liczby, osoby, czasy, tryby i rodzaje np. pytać, stać, łowić, mówić, spać, grzać.
2. Rzeczowniki odmieniają się przez liczby i przypadki np. dom, pilot, praca, samochód, krasnal, nauczyciel, pływak.
3. Przymiotniki odmieniają się przez liczby, rodzaje i przypadki np. młody, wąski, szeroki, mądry, wysoki, szybki, sprytny.
4. Odmiana zaimków:
  - zaimki przymiotne odmieniają się przez liczby, rodzaje i przypadki np. jaki, który, czyj, ten, któryś, czyjkolwiek;
  - zaimki rzeczowne przez przypadki np. kto, co, cokolwiek, nikt, nic;
  - liczebne przez rodzaje i przypadki np. ile, tyle, ileś, ilekolwiek.
5. Odmiana liczebników
  1. Przez rodzaje, liczby i przypadki odmieniają się:
    - liczebniki porządkowe, np. drugi, trzeci, piąty, szósty, dwudziesty, trzydziesty;
    - liczebniki wielorakie, np. jednoraki, dwojaki, trojaki, siedmioraki, pięcioraki;
    - liczebniki mnożne, np. podwójny, potrójny, poczwórny;
    - liczebniki wielokrotne, np. trzykrotny, sześciokrotny, siedmiokrotny, trzynastokrotny.

  2. Liczebniki główne odmieniają się przez: 
    - rodzaje i przypadki np. dwa, trzy, cztery, pięć, sześć, szesnaście, czterdzieści;
    - liczby i przypadki np. tysiąc, milion, miliard, bilion, biliard, trylion.

  3. Liczebniki zbiorowe odmieniają się przez przypadki np. dwoje, troje, sześcioro, ośmioro.

Nieodmienne części mowy to:
1. Przyimek np. pod, nad, w, przed, koło, do, od.
2. Przysłówek np. głośno, cicho, szybko, dobrze, pięknie.
3. Partykuła np. czy, no, ż, że by, oby, niech, niechaj.
4. Spójnik np. i, a, ale, lecz, lub, albo.
5. Wykrzyknik np. brr, aj, och, fu, pi.
6. Zaimek przysłówkowy np. kiedy, kiedyś, gdzie, gdzieś, skąd, skądś, jak, jakoś.
7. Liczebnik ułamkowy, np. pół, półtora, połowa, ćwierć, półtrzecia, półpiąta.

### Kryteriumskładniowe
Istnieją dwie odmienne metody klasyfikacji części mowy na podstawie kryterium składniowego. Pierwsza opiera się na możliwości wystąpienia wyrazu w różnych kontekstach syntaktycznych (zdolności łączenia się z innymi wyrazami). Druga na analizie właściwości (relacji) syntaktycznych, w jakie dany leksem może wchodzić z innymi wyrazami, czyli funkcji wyrazu w zdaniu (wypowiedzeniu). Wyróżnia się przy tym funkcje prymarne (główne, podstawowe) oraz funkcje sekundarne (drugorzędne, poboczne). Funkcja prymarna jest typową, charakterystyczną funkcją wyrazów należących do danej klasy części mowy. Funkcja sekundarna polega na występowaniu wyrazu w roli innej niż ta, która jest typowa dla jego klasy części mowy, czyli w funkcji charakterystycznej dla innej części mowy. Np. prymarną funkcją rzeczownika jest funkcja członu głównego (konstytutywnego) grupy imiennej (ten zepsuty zegarek), sekundarnie rzeczownik może wystąpić w funkcji członu zależnego w grupie imiennej (samochód sąsiada, droga przez las), a więc roli właściwej dla przymiotnika. Typową funkcją czasownika jest rola członu głównego zdania (funkcja orzeczenia), może być on użyty jako człon zależny grupy imiennej, tj. w funkcji przydawki (imiesłowowej). Przy klasyfikacji w oparciu o kryterium składniowe bierze się pod uwagę najważniejszą, podstawową funkcję wyrazu w zdaniu.
A. Ogólny podział wyrazów ze względu na ich rolę w wypowiedzeniu.
Wyrazy lub wyrażenia występujące w wypowiedzeniu można podzielić na trzy grupy tj. składniki syntaktyczne, operatory składniowe i modyfikatory treści.
1. Składniki syntaktyczne wchodzą w bezpośrednie związki składniowe (zależności semantyczno-gramatyczne) tworząc związki współrzędne lub niewspółrzędne. Do grupy tej zaliczamy pojedyncze wyrazy i wyrażenia pełnoznaczne (czasowniki, rzeczowniki, wyrażenia przyimkowe, przysłówki, imiesłowy przysłówkowe, przymiotniki, liczebniki, zaimki, wyrażenia, zestawienia, frazeologizmy lub zdania), gdy tworzą znaczeniowo jedną strukturę. Składniki semantyczne pełnią rolę elementów złożonej konstrukcji, między którymi zachodzą relacje współrzędne lub podrzędno-nadrzędne. Elementami mogą być zarówno samodzielne wyrazy, jak i większe konstrukcje składające się z kilku leksemów. Konstrukcje złożone są najczęściej podrzędne i tworzą współrzędny składnik szeregowy, np. Kupiłem czerwone róże, Włączyłem alarm w samochodzie. Film, który wczoraj obejrzałem. Wypożyczyłem szybki, sportowy samochód.
2. Operatory syntaktyczne (składniowe) łączą składniki proste (pojedyncze wyrazy pełnoznaczne) lub zdania (wyrażenia złożone) w większe konstrukcje gramatycznie podrzędne lub współrzędne. Operatorami składniowymi są spójniki, zaimki względne oraz partykuły występujące w roli spójników. Zaimki i partykuły w funkcji spójników sygnalizują rodzaj związku semantyczno-syntaktycznego między wyrażeniami. Do tej grupy zalicza się też wyrazy nawiązujące do zdań poprzednich.
3. Modyfikatory[g] treści to składniki (wyrazy lub wyrażenia) dodatkowe, które pozostają poza konstrukcją zdania. Nie wchodzą w związki i zależności gramatyczne z innymi składnikami syntaktycznymi nie są więc ani współrzędne ani podrzędne w stosunku do innych składników (członów) syntaktycznych. W wypowiedzi modyfikatory pełnią funkcję semantyczną, a nie gramatyczną. Są luźnymi wtrąceniami nie związanymi bezpośrednio ze składniową strukturą całej konstrukcji. Ich rolą jest sygnalizowanie przez mówiącego stosunku do wypowiadanej treści. Modyfikatory nie są niezbędne do poprawności  wypowiedzi, można je usunąć bez popełniania błędu. Do grupy tej należą partykuły, niektóre przysłówki i wykrzykniki.

Z punktu widzenia roli w jakiej wyraz może wystąpić w dwóch podstawowych jednostkach wypowiedzeniowych, tj. zdaniu i grupie imiennej, możemy wyróżnić cztery podstawowe funkcje składniowe: 
1. Funkcję członu głównego (ośrodka, członu konstytutywnego[h] zdania.
2. Członu głównego grupy imiennej.
3. Członu pobocznego (marginalnego) zdania – określenie adwerbalne[i].
4. Funkcja członu pobocznego (zależnego) grupy imiennej.

Do wyrazów o prymarnej funkcji członu głównego zdania należą czasowniki i predykatywy (ich podstawową rolą w zdaniu jest funkcja orzeczenia). Wyrazy o prymarnej funkcji członu grupy imiennej to rzeczowniki i zaimki rzeczowne. Funkcja adwerbalnego określnika (okolicznika) jest prymarną funkcją przysłówków. Natomiast przymiotniki, liczebniki oraz zaimki wskazujące pełnią funkcję określnika adnominalnego (przydawki).
Wyrazy nie pełniące żadnej z powyższych funkcji to przyimki i spójniki, które realizują role pomocnicze (usługowe) w stosunku do składników (członów) zdania. Przyimki określają stosunek grupy imiennej do pozostałych składników wypowiedzenia oraz sygnalizują relacje znaczeniowe. Spójniki łączą zdania lub wyrazy w jednostki składniowe wyższego rzędu.
Partykuły to luźne składniki wypowiedzenia, pełniące rolę modyfikatora treści. Natomiast wykrzykniki prymarne tworzą samodzielne wypowiedzenia.
Morfologicznie wyrazy o prymarnej funkcji orzeczenia scharakteryzowane są poprzez: kategorie fleksyjne czasu, trybu (i osoby). Leksemy o funkcji członu głównego grupy imiennej poprzez: morfologiczne kategorie przypadka (liczby i rodzaju). Wyrazy o funkcji okolicznika są natomiast nieodmienne.
B. Tradycyjny (szkolny) podział według kryterium składniowego
Tradycyjny podział według kryterium składniowego koncentruje się generalnie na roli wyrazu w zdaniu oraz zdolności leksemów do wchodzenia w związki składniowe. Zgodnie z tą klasyfikacją wyrazom wchodzącym w związki składniowe przypisuje się jedną z sześciu ról, tj. podmiotu, orzeczenia, przydawki, orzecznika, dopełnienia, okolicznika. Rzeczownikowi rolę podmiotu, orzeczenia, dopełnienia, okolicznika lub przydawki. Przymiotnikowi orzeczenia lub przydawki. Zaimkowi podmiotu, orzecznika, dopełnienia, okolicznika bądź przydawki. Czasownikowi orzeczenia, orzecznika, przydawki, dopełnienia, podmiotu, albo okolicznika. Przysłówkowi okolicznika lub orzecznika. Wyrazom, które nie pełnią żadnych z wyżej wymienionych funkcji (pozostającymi poza związkami składniowymi) przypisuje się role pomocnicze. Przyimkowi określanie relacji między wyrazami w zdaniu. Spójnikowi rolę łącznika między wyrazami lub zdaniami. Partykule modyfikowanie struktury zdania lub wyrazów. Pozostałym wyrazom w tym wykrzyknikowi nie przypisuje się żadnej roli w wypowiedzeniu. I na tym kończy się tradycyjna klasyfikacja.
C. Charakterystyka części mowy ze względu na rolę jaką pełnią w zdaniu i ich związki z innymi wyrazami
Czasowniki - wyrazy o prymarnej (pierwszej, najważniejszej) funkcji orzeczenia, wyznaczają (determinują) przypadek gramatyczny grupy imiennej (rzeczowników, zaimków) występujących w zdaniu w funkcji podmiotu i dopełnienia. W funkcji sekundarnej mogą pełnić rolę podmiotu, dopełnienia, przydawki, orzecznika lub okolicznika.
Czasowniki wchodzą w związki składniowe. Wraz z innymi leksemami tworzą związki zgody, rządu i przynależności. W związku zgody występują w roli orzeczenia i łączą się z podmiotem. Związek rządu tworzą z rzeczownikiem, wyrażeniem przyimkowym lub zaimkiem rzeczownym pełniącymi funkcje dopełnienia. W związku przynależności występują w roli orzeczenia i łączą się z przysłówkiem, imiesłowem przysłówkowym, zaimkiem przysłownym, wyrażaniem przyimkowym oraz czasownikiem w bezokoliczniku (okoliczniki). W obydwu tych przypadkach czasownik występuje w roli nadrzędnika.
Morfologicznie scharakteryzowane są przez kategorię aspektu i syntaktycznie niezależne kategorie fleksyjne trybu i czasu. Większość czasowników charakteryzuje się ponadto syntaktycznie zależnymi kategoriami fleksyjnymi osoby, liczby i rodzaju np. w wyrażeniu Tata spytał liczba, osoba i rodzaj czasownika spytać zależna jest od rzeczownika tata, który „wymusza” zastosowanie czasownika w określonej osobie, liczbie i rodzaju. tj. trzeciej osobie liczby pojedynczej i rodzaju męskim. Kategorie morfologiczne czasownika wyrażane są zarówno za pomocą form fleksyjnych syntaktycznych (prostych, zbudowanych z tematu fleksyjnego danego wyrazu i końcówki fleksyjnej, np. pisz-ę, maluj-ę, czyta-m), jak i form fleksyjnych analitycznych (złożonych z dwu lub kilku wyrazów zbudowanych w ten sposób, że wskaźnikiem gramatycznym funkcji jest wyraz inny od wyrazu będącego nosicielem znaczenia, np. będę malował, będę biegał, będziesz pracował. Czasowniki nieosobowe (np. błysnąć, słychać, świecić) stanowią nieliczną grupę wyrazów, które mogą pełnić inne poza orzeczeniem funkcje w zdaniu.
Do tej części mowy zalicza się też predykatywy. Predykatywy (nazywane też czasownikami niefleksyjnymi nieosobowymi) to nieliczna grupa wyrazów o funkcji członu głównego zdania (funkcji orzekania o podmiocie) typu: trzeba, można, warto, wolno, należy, widać, szkoda, których podstawową funkcją składniową jest funkcja orzeczenia, ale które pozbawione są kategorii gramatycznej aspektu, strony, osoby (mają tylko kategorię fleksyjną trybu i czasu). W czasownikach tych kategorie czasu i trybu są wyrażane za pomocą analitycznych form fleksyjnych (np. trzeba, trzeba było, trzeba by było, będzie trzeba). Znaczeniowo są to wyrazy modalne.
Rzeczowniki – wyrazy o prymarnej funkcji członu głównego grupy imiennej (struktura składniowa, składająca się z rzeczownika lub zaimka rzeczownego określanego za pomocą przydawki przymiotnikowej, przydawki rzeczownikowej, bądź przydawki w formie imiesłowu czynnego lub biernego) np. gruby pies, piękny mężczyzna, rok szkolny. Najważniejszą funkcją rzeczowników w zdaniu jest funkcja podmiotu i dopełnienia, sekundarną (wtórną) orzecznika (składnika członu głównego zdania), przydawki i okolicznika. Rzeczowniki wchodzą w związki składniowe. Wraz z innymi wyrazami tworzą związki zgody, rządu i przynależności. W pierwszym przypadku wyróżniamy dwa rodzaje związków tj. główny, w którym łączy się rzeczownik (występujący w roli podmiotu) z orzeczeniem osobowym (czasownik) oraz poboczny, w którym łączy się rzeczownik z przydawką przymiotną (przymiotnikiem, imiesłowem przymiotnikowym, zaimkiem przymiotnym, liczebnikiem) i rzeczowną (rzeczownik). W związkach pobocznych wyrazem nadrzędnym jest rzeczownik natomiast podrzędnym przymiotnik, zaimek przymiotny, liczebnik, imiesłów przymiotnikowy, rzeczownik lub zaimek rzeczowny w głównym czasownik a podrzędnikiem rzeczownik.  Związek rządu tworzą: rzeczownik, który pełni funkcję dopełnienia oraz czasownik w roli orzeczenia, rzeczownik (podmiot) z innym rzeczownikiem lub wyrażeniem przyimkowym pełniącymi rolę przydawki, rzeczownik z przymiotnikiem. W pierwszym przypadku rzeczownik jest podrzędnikiem, w drugim jeden z rzeczowników to nadrzędnik, a drugi podrzędnik, w ostatnim przypadku pełni funkcję nadrzędnika. Związek przynależności tworzą z liczebnikiem ułamkowym i przysłówkiem.
Mają stały rodzaj gramatyczny, syntaktycznie niezależną kategorię liczby i syntaktycznie zależną (od czasownika – orzeczenia) kategorię przypadka. Determinują (wyznacza-ją) one przypadek i liczbę oraz rodzaj gramatyczny wyrazów od siebie syntaktycznie zależnych.
Grupa ta może pełnić w zdaniu różne funkcje: podmiotu, dopełnienia, okolicznika np. Ojciec czyta, ciekawą książkę (podmiot), Kupiłam muzyczną płytę (dopełnienie), Był u nas w ubiegłym tygodniu (okolicznik).
Zaimki (rzeczowne) – wyrazy o funkcji składniowej rzeczownika. Różnią się od rzeczowników tym, że nie przyjmują określeń przydawkowych (atrybutowych), np. w wyrażeniu: ci uczniowie, tych dwóch, wasz rower, ci trzej określenia przyjmują odwrotny szyk niż przy określeniu atrybutowym. Są one bez rodzajowe lub mają stały rodzaj gramatyczny, nie odmieniają się według liczb i mają kategorię przypadka. Nie nazywają przedmiotów, jednak na nie wskazują z punktu widzenia aktu mowy i jego uczestników. Najważniejszą funkcją zaimków rzeczownych w zdaniu jest funkcja podmiotu, wtórną jest funkcja dopełnienia i przydawki.  Zaimki rzeczowne wchodzą w związki składniowe. Wraz z czasownikiem (w roli orzeczenia) tworzą związek zgody i łączą się z nimi w związki rządu, pełniąc rolę dopełnienia. Zaimek może być zarówno podrzędnikiem jak i nadrzędnikiem.
Przymiotniki - prymarnie mają funkcję określenia przyrzeczownikowego (adnominalnego), np. drogi samochód, niska płaca, pojętny uczeń, międzynarodowe zawody. Prymarnie pełnią funkcje przydawki, a sekundarnie występują w funkcji orzecznika. Przymiotniki wchodzą w związki składniowe. Wraz z innymi częściami mowy tworzą: związki zgody, rządu i przynależności. W związki zgody i rządu łączą się z rzeczownikiem, a przynależności z przysłówkiem. Mają syntaktycznie zależne kategorie fleksyjne rodzaju, liczby oraz przypadku. Pełnią rolę podrzędnika. Ze względu na swoje funkcje składniowe i właściwości morfologiczne, do tej części mowy należą również zaimki przymiotnikowe, imiesłowy przymiotnikowe, liczebniki porządkowe, mnożne, wielokrotne i wielorakie.
Liczebniki (główne i zbiorowe) - podobnie jak przymiotniki są członem pobocznym grupy imiennej (rzeczownika lub zaimka rzeczownego), występują w niej zawsze przed wszystkimi określnikami, poza zaimkiem wskazującym np. trzej rabusie, pięcioro uczniów, sześć jedynek, dwaj pisarze. W zdaniu mogą być podmiotem, dopełnieniem i przydawką. Liczebniki wchodzą w związki składniowe. Wraz z rzeczownikiem tworzą związek zgody i przynależności. Pełnią rolę nadrzędnika. Cechują się brakiem odmiany według liczby, odmieniają się według przypadków i rodzajów.
Przysłówki – są prymarnie określnikami przyczasownikowymi (adwerbalnymi), niektóre mogą określać przymiotniki i inne przysłówki, wyjątkowo nawet rzeczowniki. Są nieodmienne, ale mogą podlegać stopniowaniu (jak przymiotniki). Ze względu na funkcje składniowe do tej części mowy należą również zaimki przysłowne oraz wyrazy typu: trzykrotnie, dwojako, uważane tradycyjnie za liczebniki. Przysłówki wchodzą w związki składniowe. W zdaniu pełnią rolę okolicznika tworząc związek przynależności wraz z czasownikiem (orzeczeniem), przymiotnikiem, innym przysłówkiem. Są podrzędne w stosunku do nadrzędnika.
Przyimki – są wyrazami syntaktycznie niesamodzielnymi, tworzącymi całość syntaktyczną dopiero w połączeniu z grupą imienną w przypadku zależnym. Wchodzą w związki składniowe. Wraz z rzeczownikiem i zaimkiem rzeczownym tworzą wyrażenia przyimkowe, określając przypadek rzeczownika np. do domu, na księżyc, ponad chmurami, między rodzicami. Do tej grupy też zaliczamy nieodmienne liczebniki ułamkowe np. pół tortu, półtora masła.
Spójniki – nie wchodzą w związki składniowe, spełniają jedynie funkcję syntaktyczną polegającą na łączeniu zdań lub wyrazów w większe jednostki składniowe.
Partykuły – nie wchodzą w związki składniowe z innymi wyrazami. Mogą jedynie modyfikować znaczenie zdania jako całości (nie, chyba, jeszcze, oby, nawet) lub znaczenie pojedynczych wyrazów (obyś, że).
Wykrzykniki – prymarnie pozostające poza wszelkimi związkami syntaktycznymi, sekundarnie mogą samodzielnie stanowić pełny tekst, np. Bee, fuj, won, ejże. Dzielą się na dwie podklasy: apele i onomatopeje. Pierwsze mogą sekundarnie łączyć się z formami trybu rozkazującego Ejże, stój! i formą wołacza Chodu, chłopaki!. Drugie sekundarnie występują w funkcji członu głównego wyrażenia zdaniowego (orzeczenia) w typie: Papuga nagle frr z klatki. A ona chlast go po głowie.
Uwagi: Ze względu na właściwości składniowe przyjęto, że zaimki przymiotnikowe, liczebniki mnożne, wielokrotne, wielorakie, porządkowe to przymiotniki. Zaimki liczebne zostały zaliczone do rzeczowników, przysłowne do przysłówków, a liczebniki ułamkowe do przyimków. Wyrazy typu można, trzeba, należy, warto, wolno oraz gotów, rad na podstawie kryterium składniowego zaliczamy do czasowników. Wyrazy naśladujące nagłe czynności typu bęc, trach, bach, ciach uznajemy za nieodmienne czasowniki.
D. Nowoczesna klasyfikacja według kryterium składniowego
W kryterium tym bierze się pod uwagę zdolność wyrazów do wchodzenia w związki syntaktyczne (składniowe) z innymi leksemami. 
Na podstawie właściwości wyrazów możemy wyróżnić dwie podstawowe grupy: 
1. Leksemy syntagmatyczne, które mają określoną łączliwość składniową, tzn. wykazują zdolność w chodzenia w związki składniowe z innym wyrazami tworząc z nimi złożone konstrukcje składniowe. Ich funkcja syntaktyczna może być różna tj. spełniają funkcje składników (członów) wypowiedzenia lub też funkcję wykładników związków składniowych między składnikami wypowiedzenia. Leksemy syntagmatyczne można podzielić na dwie grupy:
  - wyrazy autosyntagmatyczne;
  - wyrazy nieautosyntagmatyczne.
2. Leksemy asyntagmatyczne (niesyntegmatyczne), które nie wchodzą w związki syntaktyczne.

Leksemy autosyntagmatyczne, do których zaliczamy czasowniki, rzeczowniki, liczebniki, przymiotniki modalizatory i przysłówki są samodzielne składniowo tzn. spełniają prymarnie funkcję składnika (członu) wypowiedzenia, wchodząc w związki zależności syntaktycznej z innymi jego składnikami. Sekundarnie leksemy autosyntagmatyczne (z wyjątkiem moralizatorów) mogą występować w funkcji wypowiedzenia np. rzeczowniki jezioro, mróz, czasowniki pierze, śpiewa. Leksemy należące do tej grupy są, poza przysłówkami i moralizatorami, odmienne.
Leksemy nieautosyntagmatyczne, do których zaliczamy spójniki, przyimki, partykuły i relatory (konektory) są składniowo niesamodzielne tzn. nie mogą być składnikiem wypowiedzenia i występować w jego funkcji. Łączą się one z jakimś leksemem autosyntagmatycznym lub ze złożoną konstrukcją składniową zawierającą leksemy autosyntagmatyczne. Są one wykładnikami związków syntaktycznych między składnikami wypowiedzenia (pełnią rolę wskaźników relacji syntaktycznych) lub jak w przypadku partykuł, stanowią względnie luźne elementy w zdaniu (nie wchodząc w bezpośrednie relacje syntaktyczne ze składnikami zdania). Wyrazy nieautosyntagmatyczne w przeciwieństwie do wyrazów autosyntagmatycznych nie mogą pełnić funkcji członów zdania. Leksemy te są nieodmienne (poza niektórymi relatorami).
Do leksemów asyntagmatycznych należą wykrzykniki (nie wszystkie) oraz dopowiedzenia. Pierwsze z nich to tzw. leksemy niekontekstowe, tj. wyrazy kontekstowo niezależne (nie zależą od kontekstu wypowiedzi), drugie to wyrazy kontekstowe, które zależą od kontekstu (są kontekstowo związane) i wymagają obligatoryjnie jakiegoś poprzedzającego tekstu (kontekstualne).
Wyrazy autosemantyczne możemy rozbić na kilka klas funkcjonalnych tj. części mowy:
1. Czasowniki, do której należą leksemy o prymarnej funkcji narzędnika (członu głównego) wyrażenia zdaniowego. Te obejmują dwie oparte na właściwościach morfologicznych podklasy: czasowniki właściwe i predykatywy.
2. Rzeczowniki, do której należą leksemy o prymarnej funkcji implikowanego podrzędnika (członu zależnego) czasownika (akomodowane przez czasownik), będące narzędnikiem (członem głównym) grupy imiennej. Do tej grupy zalicza się także zaimki rzeczownikowe, które różnią się od pozostałych rzeczowników właściwościami morfologicznymi, syntaktycznymi i semantycznymi.
3. Przymiotniki to wyrazy o dystynktowej (odróżniającej) funkcji członu grupy imiennej (podrzędnika rzeczownika), akumulowane przez nadrzędnik. Do kategorii tej należą również zaimki przymiotne i liczebniki porządkowe akomodowane przez rzeczownik.
4. Liczebniki, do której należą leksemy o funkcji członu zależnego grupy imiennej, pozostające w stosunku wzajemnej determinacji gramatycznej z narzędnikiem (akomodacja wzajemna narzędnika i podrzędnika).
5. Przysłówki to leksemy o funkcji nieimplikowanego podrzędnika czasownika lub przymiotnika, nie wchodzące w zależności syntaktyczne z rzeczownikiem, nieakomodowane.
6. Modalizatory, do której należą wyrazy o funkcji nieimplikowanego członu zależnego dowolnego składnika wyrażenia zdaniowego, nieakamodowane. Modalizatory nie mogą być samodzielnymi wypowiedzeniami. Są to wyrazy względnie samodzielne w zdaniu.

Leksemy nieautosyntagmatyczne są dzielone na dwie klasy tzw. konektory – leksemy o funkcji łączącej będące wskaźnikami relacji syntaktycznych oraz partykuły niemające funkcji łączącej. 
W grupie konektorów wyróżnia się następujące klasy funkcjonalne leksemów:
1. Spójniki to konektory spełniające funkcję wskaźnika relacji syntaktycznej między wyrażeniami zdaniowymi (składnikami zdania złożonego), niebędące składnikiem żadnego z łączonych wyrażeń. Niektóre spójniki mogą również łączyć niezdaniowe składniki wyrażenia składowego (np. grupy imienne lub składniki grupy imiennej).
2. Relatory (tradycyjnie nazywane zaimkami względnymi) to konektory o funkcji wskaźnika relacji między wyrażeniami zdaniowymi (komponentami zdania złożonego), będące składnikiem syntaktycznym jednego z nich. Ze względu na właściwości morfologiczne można wyróżnić relatory odmienne (np. co, jaki, który) oraz nieodmienne (np. gdzie, kiedy, skąd, dokąd).
3. Przyimki to konektory będące wskaźnikami zależności syntaktycznej grupy imiennej. Określają (implikują) one przypadek zależnego od siebie rzeczownika.
4. Partykuły są leksemami nieautosyntagmatycznymi, niemającymi funkcji łączącej tzn. szyk partykuł w wyrażeniu zdaniowym jest zdeterminowany przez składnik, z jakim partykuła wchodzi w relację składniową np. bądź, byle, no, że li, indziej, nie, niech, niechaj, by, bym, byś, byśmy, byście, niby, lada. W grupie leksemów niesyntagmatycznych można wyodrębnić dwie klasy leksemów tj. wyrazy tworzące wypowiedzenia kontekstowo zależne i kontekstowo niezależne. Jednak podział ten nie jest oparty na kryterium składniowym, ale na strukturze ponadjednozdaniowej.
5. Dopowiedzenia to leksemy tworzące wypowiedzenia kontekstowo zależne. Leksemy tego typu, funkcjonując jako wypowiedzenia, obligatoryjnie wchodzą w większe jednostki tekstowe, implikują istnienie tekstu. Są to leksemy nieodmienne, jak np. tak, nie, istotnie, właśnie, czyżby.
6. Wykrzykniki to leksemy tworzące wypowiedzenia kontekstowo niezależne np. uwaga, bach, pss, bee. Wyodrębniają się wśród nich dwie podklasy:
  - onomatopeje – leksemy o sekundarnej funkcji nadrzędnika wyrażenia zdaniowego np. bęc. bzz, frr, trach. Występując w funkcji nadrzędnika wyrażenia zdaniowego, oznaczają one zawsze zdarzenia o przebiegu aktualnym (równoczesnym z momentem mówienia). Mimo możliwości wystąpienia w funkcji predykatywnej (jako nadrzędnik wyrażenia zdaniowego) nie wyrażają one żadnych kategorii gramatycznych czasownika.
  - apele – leksemy o funkcji impresywnej mogące współwystępować z wołaczem, a niektóre z nich również z rozkaźnikiem np. won, precz, hej, wara.

Uwaga: Kryterium składniowe zastosowane do wydzielenia dopowiedzenia odbiega od przyjętego przy pozostałych częściach mowy. Przy jego wyodrębnianiu oparto się bowiem na strukturze ponadjednozdaniowej tekstu, a nie na konstrukcji jednozdaniowej, jak to ma miejsce w pozostałych przypadkach.
Objaśnienia do nowoczesnej klasyfikacji syntaktycznej.
1. Wyżej zaprezentowana klasyfikacja opiera się na kilku odrębnych kryteriach.
2. Kryteria te obejmują łączliwość składniową (zdolność wyrazów do tworzenia konstrukcji składniowych – syntagmatyczne i niesyntagmatyczne).
3. Klasyfikacja uwzględnia również samodzielność i niesamodzielność wyrazów (czy mogą być częścią wypowiedzenia czy nie – autosyntagmatyczne i nieautosyntagmatyczne).
4. Kolejnym kryterium są funkcje składniowe (zdolność wchodzenia w związki składniowe z innymi wyrazami).
5. Klasyfikacja obejmuje także funkcję wyrazu w zdaniu (funkcja łącząca, brak funkcji łączącej, nadrzędnik, podrzędnik).
6. Kryteria te uwzględniają również akomodację (zdolność dostosowania między wyrazami – zdolne i niezdolne do dopasowania).
7. Klasyfikacja obejmuje akomodowane i nieakomodowane wyrazy (tworzące związki zgody, rządu i nietworzące takich związków).

Niesamodzielny składniowo (nieautosyntagmatyczny) – aby wyrażenie (wypowiedź) miało sens (było zrozumiałe i poprawne językowo) konieczne jest użycie innych wyrazów. Wyrazy niesamodzielne tworzą wraz z innymi konstrukcje składniowe np. wyrazy „lub”, „albo” nie mogą występować w funkcji wypowiedzenia (być skończonymi wypowiedziami), ponieważ użyte samodzielnie nie niosą żadnej treści. Dopiero w połączeniu z innymi wyrazami, znaczeniowo samodzielnymi tworzą zrozumiałą wypowiedź. Wyrazy te nie wchodzą w związki składniowe z innymi wyrazami (z wyjątkiem przyimka i niektórych modulantów). Wyrazy niesamodzielne składniowo nie są częściami zdania. Do tej grupy należą przyimki, spójniki, partykuły, relatory, modyfikatory (modulanty).
Samodzielny składniowo (autosyntagmatyczny) – aby wyrażenie (wypowiedź) miała sens nie jest konieczne użycie innych wyrazów np. w zdaniach pytających „Idziesz dzisiaj do kina? Oczywiście.”, „Co robisz? Gram.” wyrazy „oczywiście” i „gram” są skończoną odpowiedzią na zadane pytanie. Wyrazy samodzielne składniowo niosą ze sobą określoną treść. Wchodzą w związki składniowe z wyjątkiem dopowiedzeń i wykrzykników. Wyrazy samodzielne składniowo są częściami zdania z wyjątkiem wykrzykników, operatorów metatekstowych (wyrazów wtrąconych), dopowiedzeń i modulantów. Do grupy tej należą rzeczowniki, czasowniki, liczebniki, przymiotniki, przysłówki, zaimki (tradycyjna klasyfikacja), wykrzykniki, modalizatory i dopowiedzenia.
Wypowiedzenie jest to najmniejsza jednostka składniowa, stanowiąca zrozumiałą całość treściową (komunikatywną).
Składnik syntaktyczny (składniowy) to pojedynczy wyraz lub wyrażenie złożone, które stanowi człon innej konstrukcji i wchodzi w bezpośrednie związki składniowe (gramatyczne, semantyczne) z innym składnikiem bądź składnikami tej konstrukcji. Wyrażenie o którym mowa wyżej może składać się z kilku wyrazów, jeśli tylko tworzy określoną całość formalną lub znaczeniową. Konstrukcjami tego typu są wyrażenia przyimkowe „przed świętami”, „do domu”, „około miesiąca”, dwuczłonowe nazwy roślin, zwierząt, urządzeń, zawodów: „konik polny”, „monitor komputerowy”, „technik mechanik”, czasowniki przeczące „nie rozumiem”, „nie wiem”, frazeologizmy (idiomy) „stajnia Augiasza”, „mleć językiem”, „walka z wiatrakami”, „ziemia obiecana”, lub całe zdania „Film, który oglądałem wczoraj.”. Wyżej wymienione konstrukcje tworzą pewną całość formalną lub znaczeniową, dlatego traktujemy je jako jeden składnik. Przyimek wraz z rzeczownikiem określają treść tj. informują o czasie i miejscu, czasownik wraz z partykułą „nie” tworzą znaczeniowo jedno słowo przeciwstawne wyrazom „rozumiem”, „wiem”, rzeczownik z innym rzeczownikiem bądź przymiotnikiem tworzą jedną nazwę, mimo że składają się z dwóch wyrazów. W przypadku zdania rzeczownik jest określany przez człon składający się z kilku wyrazów.
Oprócz związków semantycznych między leksemami występują też związki formalne np. przyimek wymusza określony przypadek rzeczownika, nazwy dwuczłonowe składające się z dwóch rzeczowników lub rzeczownika z przymiotnikiem zgadzają się pod względem przypadku, liczby i rodzaju. W przypadku zdania człon określający podporządkowuje się rzeczownikowi pod względem formalnym. Związków formalnych nie tworzą czasowniki przeczące oraz frazeologizmy. Między ich składnikami nie zachodzi żadna zależność gramatyczna, a jedynie semantyczna.
Związki składniowe, w których nadrzędnik (człon nadrzędny) wpływa na formę podrzędnika (członu podrzędnego) nazywamy związkami nadrzędno-podrzędnymi, niewspółrzędnymi lub podrzędnymi.
Wyróżniamy trzy rodzaje związków podrzędnych (niewspółrzędnych): związki zgody, rządu i przynależności.
Czasownik jako nadrzędnik wyrażenia zdaniowego wpływa na formę podrzędnika wymuszając jego dopasowanie się pod względem gramatycznym. Dotyczy to rzeczowników, przysłówków, zaimków rzeczownych, z którymi tworzy związki składniowe. Także innych konstrukcji, w których czasownik decyduje o formie całej wypowiedzi np. w zdaniach „Postawiono pomnik z brązu.”, „Zakończyłem odrabiać lekcje.” czasownik wpływa na pozostałe składniki (człony), wymuszając ich dopasowanie pod względem gramatycznym (odpowiednia liczba i przypadek).
Rzeczownik oraz grupa imienna jako podrzędniki wyrażenia zdaniowego dopasowują się do formalnych wymagań, jakie narzuca im czasownik np. „Czytałem książkę.”, „Biegłem lasem.” oraz „Oglądałem ciekawy film.”, „Budowałem ten dom.”, „Wysłałem pięć kartek pocztowych.”. W wyrażeniach tych czasownik decyduje o przypadku, w jakim został użyty rzeczownik (dwa pierwsze przykłady), oraz przypadku i rodzaju, w jakim została użyta grupa imienna (pozostałe przykłady).
Funkcja łącząca zdaniowa polega na tym, że leksem posiada zdolność łączenia dwóch części zdania (składników wypowiedzenia), np. w zdaniu „Pomógł dziecku, które miało problemy w nauce.” relator „które” łączy zdania składowe.
Funkcja łącząca niezdaniowa polega na tym, że leksem nie łączy części zdania. Jedynie tworzy z innym wyrazem wspólną frazę np. „do domu”, „przy rondzie”, „pod mostem”. Przyimek łączy się z rzeczownikiem, tworząc wyrażenie przyimkowe.
Brak funkcji łączącej – wyraz nie łączy części zdania, ani nie tworzy wyrażeń z innymi wyrazami.
Grupa imienna to konstrukcja składniowa składająca się z rzeczownika (w dowolnym przypadku, liczbie i rodzaju gramatycznym) oraz innej części mowy (przymiotnika, liczebnika, zaimka przymiotnego, rzeczownika, wyrażenia przyimkowego).
Rzeczownik jako nadrzędnik grupy imiennej wymusza dopasowanie formalne innych składników tworzących z nim grupę imienną (przymiotnika, zaimka przymiotnego, rzeczownika). Składniki te są nazywamy podrzędnikami.
Akomodacja polega na oddziaływaniu gramatycznym jednego wyrazu na inny w taki sposób, że wyraz określany (człon akomodowany) musi dopasować się pod względem gramatycznym do określającego (członu akomodującego). W składni tradycyjnej takie dopasowanie nazywamy związkami zgody i rządu. Tak więc rzeczownik może być akomodowany przez czasownik, liczebnik, przyimek lub inny rzeczownik. Natomiast w stosunku do przymiotnika (zaimka przymiotnego) rzeczownik jest wyrazem akomodującym. Czasownik może być akomodowany przez przysłówek (zaimek przysłowny) lub zaimek rzeczowny. Akomodacja może być jednostronna lub dwustronna. Jednostronna polega na narzuceniu przez jeden z wyrazów formy innemu. Akomodujący jest najczęściej nadrzędnik. Akomodacja dwustronna polega na dopasowaniu się wyrazów pod względem gramatycznym np. w przypadku rzeczownika i przymiotnika pod względem w przypadka, rodzaju, liczby. Nieakomodujący jest przymiotnik tzn. nie jest określany przez inne wyrazy i nie musi dopasowywać się do nich pod względem gramatycznym. Przymiotnik jedynie wymusza takie dopasowanie na leksemach, tworzących z nim związek (zgody i rządu).
Nadrzędnik to składnik (wyraz) określany, a podrzędnik to składnik (wyraz) określający np. w wyrażeniu samochód wyścigowy wyrazem określanym, nadrzędnikiem jest rzeczownik samochód a określającym, podrzędnikiem przymiotnik wyścigowy. Natomiast w wyrażeniu pisze list nadrzędnikiem jest czasownik, a podrzędnikiem rzeczownik. W wypowiedzi pięcioro dzieci podrzędnik to rzeczownik, a nadrzędnik to liczebnik. Reasumując, niektóre wyrazy, jak np. rzeczowniki mogą być zarówno podrzędnikami jak i nadrzędnikami (określać lub być określane).
Leksemy niesyntagmatyczne funkcjonują prymarnie jako samodzielne wypowiedzenia, nie wchodząc w związki syntaktyczne z innymi elementami tekstu np. wykrzyknikami hej! bęc! Halo! oraz partykułami tak, nie. Leksemy niesyntagmatyczne są zawsze nieodmienne.

## Charakterystyka innych niż klasyczne podziałów na części mowy
Oprócz tzw. tradycyjnej (szkolnej) klasyfikacji części mowy dzielącej leksemy na dziesięć grup (rzeczownik, czasownik, przymiotnik, zaimek, liczebnik, przysłówek, przyimek, spójnik, partykuła, wykrzyknik) istnieją też inne, które różnią się liczbą klas, szczegółowością, przyjętym kryterium klasyfikacyjnym. Najczęściej klasyfikacje te pokrywają się z tradycyjnymi podziałami w przypadku rzeczowników, czasowników, spójników, przyimków i wykrzykników. Różnice występują natomiast w przypadku zaimków, liczebników, przymiotników, partykuł i przysłówków. Istnieją podziały wyodrębniające więcej niż dziesięć części mowy np. „Słownik współczesnego języka polskiego” pod red. Bogusława Dunaja wyróżnia rzeczowniki, zaimki, przymiotniki, liczebniki, czasowniki, przysłówki, modulanty, przyimki, spójniki, relatory, wykrzykniki, dopowiedzenia i operatory metatekstowe. Podział ten oparty jest na kryterium fleksyjno-składniowym i różni się on od tradycyjnego nie tylko liczbą części mowy ale także sposobem klasyfikacji. Tak więc liczebniki odmieniające się przez przypadki, liczby i rodzaje oraz pełniące w zdaniu rolę określenia rzeczownika (porządkowe, wielokrotne, mnożne, ilorakie) zalicza się do przymiotników, pozostawiając tylko wąską grupę liczebników (główne, zbiorowe i ułamkowe). Klasa zaimków została ograniczona do zaimków rzeczowych.
Zaimki przymiotne ze względu na właściwości składniowe i fleksyjne zostały zaliczone do przymiotników lub relatorów. Przysłowne zaklasyfikowano jako przysłówki lub relatory. Natomiast zaimki liczebne zaliczono do klasy liczebników.
Oprócz innego pogrupowania wyrazów między poszczególne klasy (zaimki, liczebniki, przysłówki) podział ten wprowadza bardziej fundamentalne różnice w stosunku do tradycyjnej klasyfikacji. Wyodrębnia on mianowicie cztery nowe części mowy tzn. relator, modulant, dopowiedzenie, operator metatekstowy. Relatorowi w tradycyjnej klasyfikacji odpowiada zaimek względny, modulantowi i dopowiedzeniu partykuła oraz niekiedy przysłówek.

### Charakterystyka części mowy według nowszych opracowań[1]
Rzeczownik, czasownik, przyimek, spójnik, wykrzyknikklasyfikacja zbliżona do tradycyjnej.
Przymiotnikklasa tradycyjna poszerzona o liczebniki porządkowe (pierwszy, drugi, trzeci, dziesiąty), wielorakie (dwojaki, trojaki, pięcioraki, siedmioraki), mnożne (pojedynczy, podwójny, potrójny, poczwórny), wielokrotne (czterokrotny, siedmiokrotny, dwunastokrotny) oraz zaimki przymiotne wskazujące (ten, tamten, ów, taki), pytające (który, jakiż, który, któryż, czyj, czyjże), nieokreślone (jakiś, jakikolwiek, któryś, którykolwiek, czyjś, czyjkolwiek), dzierżawcze (mój, twój, nasz, wasz, swój), przeczące (żaden, niczyj), względne (który, jaki) i upowszechniające (wszystek, każdy).
Liczebnikklasa obejmująca tradycyjne liczebniki główne (jeden, dwa, trzy, szesnaście, sto), liczebniki zbiorowe (dwoje, troje, czworo, sześcioro, dziesięcioro), liczebniki ułamkowe (pół, półtora, ćwierć) poszerzona o zaimki liczebne (tyle, ile, wiele, kilka).
Zaimekklasa ograniczona do tradycyjnych zaimków rzeczowych (ja, ty, my, wy, on, się, kto, co, ktoś, coś, nikt, nic).
Przysłówekklasa tradycyjna poszerzona o zaimki przysłowne (tu, tam, kiedy, kiedyż, nigdy, niekiedy).
Relator (konektor) wprowadza części zdania lub określa relacje między nimi. W klasyfikacji tradycyjnej relatorowi odpowiadają zaimki względne: przymiotne (jaki, który, czyj), rzeczowne (kto, co), przysłowne (jak, gdzie, kiedy, skąd, którędy, dokąd).
Dopowiedzenia to wyrazy nie wchodzące w związki składniowe z innymi wyrazami lecz tworzące samodzielne struktury składniowe. Są częścią większych jednostek składniowych i stanowią reakcję na wcześniejszą wypowiedz. Do grupy tej zalicza się tradycyjne partykuły przeczące (nie, akurat, absolutnie, bynajmniej, nigdy), twierdzące (tak, owszem, oczywiście, dobrze, naturalnie, zgoda).
Modulant to nieodmienna część mowy nie wchodząca w związki składniowe z innymi wyrazami, której zadaniem jest informowanie o stosunku wypowiadającego się do przekazywanych treści. Modulanty mogą zajmować dowolne miejsce w zdaniu nie zmieniając znaczenia wypowiedzi np. Chyba powinniśmy już wracać. On jest chyba chory. Zjadłem chyba z osiem kawałków chleba. Jest to klasa wyrazów obejmująca tradycyjne partykuły i niektóre przysłówki np. wyrażające życzenie, pragnienie (aby, oby, gdyby, żeby, bodaj, niechby), pytające (czy), wzmacniające wypowiedz (że, ano, ani, aż), przypuszczenie (chyba, bodaj, bodajże, podobno, prawdopodobnie, pewnie, może, zapewne, widocznie, przypuszczalnie, niewątpliwie) oraz wyrazy określające ilość, liczbę, miarę, czasu (dopiero, tylko, zaledwie, jedynie, blisko, prawie, akurat, jeszcze, wciąż), stopień natężenia (niemal, niezbyt, zawsze), sygnalizujące odniesienie, nawiązanie (nawet, także, też, również, właśnie, bynajmniej), uwydatniające, podkreślające (dopiero, tylko, aż, istotnie, zawsze, naprawdę, rzeczywiście, faktycznie, dosłownie, dokładnie, właśnie, zwłaszcza, wcale, bynajmniej, szczególnie, akurat, doprawdy), sygnalizujące odczucia, emocje (niestety) stosunek, postawę (akurat, byle, oczywiście), niedowierzanie, powątpiewanie, wątpliwość (czyżby, aby, doprawdy, naprawdę, rzekomo).
Operatory metatekstowe to klasa wyrazów i wyrażeń wspierających tworzenie tekstu (przede wszystkim mówionego) tzn. otwierających lub zamykających wypowiedz, dzielących tekst na mniejsze jednostki, sygnalizujących kontakt między rozmówcami (wiesz, znaczy, prawda, no) lub wprowadzających temat wypowiedzi, wyjaśnienie, hierarchizujących ważność, kładących nacisk na jakiś fragment wypowiedzi lub zapowiadających wyliczanie (po prostu, po pierwsze, że tak powiem).

### Klasyfikacja semantyczna
Klasyfikacja ta dzieli leksemy na samodzielne i niesamodzielne znaczeniowo. Do pierwszej grupy należą rzeczowniki, przymiotniki, przysłówki, czasowniki, zaimki, liczebniki i wykrzykniki. Do drugiej zaliczamy przyimki, spójniki i partykuły Jest to pierwszy stopień klasyfikacji. Następnie wyrazy są dzielone według tego co nazywają, do czego się odnoszą. I tak do nazywających zliczamy rzeczowniki (nazwy ludzi, roślin, przedmiotów, zdarzeń itd.), czasowniki (nazwy czynności, stanów i procesów), przymiotniki (opisujące osoby, przedmioty, zdarzenia, stosunki), przysłówki (określające miejsce, czas, sposób, przyczynę), wskazujących - zaimki (wskazują na osoby, przedmioty, zdarzenia, rośliny), szeregujących - liczebniki (określają liczbę, wielkość, ilość). Leksemy samodzielne znaczeniowo posiadają funkcje obiektywne tzn. odnoszą się do konkretnych obiektów. Subiektywne to wykrzykniki, które informują o subiektywnych odczuciach, doznaniach. Wyrazy samodzielne znaczeniowo niosą ze sobą określoną informację o obiekcie naszych myśl. Niesamodzielne natomiast pełnią jedynie rolę pomocnicze względem wyrazów samodzielnych modyfikują, łączą, wzmacniają, uzupełniają wypowiedz.

### Klasyfikacja morfologiczna
Klasyfikacja ta oparta jest na kategoriach morfologicznych tj. zdolności do odmiany i sposobie odmiany.
Według tej klasyfikacji części mowy dzielimy na:
- Odmienne przez:
  - Przypadek, rodzaj, liczbę - przymiotniki
  - Przypadek, rodzaj - liczebniki
  - Przypadek, liczbę - rzeczowniki
  - Osobę, liczbę, rodzaje, tryby, czasy - czasowniki właściwe
  - Tryby, czasy - czasowniki niewłaściwe
- Nieodmienne, do których zaliczamy wykrzykniki, przyimki, spójniki, przysłówki i partykuły[m]

W klasyfikacji tej nie wyodrębnia się zaimków jako odrębnej części mowy. Zaimki rzeczowne (ja, ty, on, nikt, nic, ktoś, coś, kto, co) są zaliczane do rzeczowników, zaimki przymiotne (mój, twój, nasz, wasz, ten, taki, ów, jakiś, żaden, każdy) do przymiotników, zaimki liczebne (tyle, kilka, wiele, ile, ileś) do liczebników, zaimki przysłowne (tak, jak, nigdy) do przysłówków.
Klasa liczebników zgodnie z tą klasyfikacją obejmuje jedynie liczebniki główne (dwa, trzy, cztery) oraz zbiorowe (dwoje, troje, pięcioro). Liczebniki porządkowe (drugi, trzeci, czwarty), mnożne (podwójny, potrójny, poczwórny) i wielorakie (dwojaki, czteroraki) zaliczamy do przymiotników.
Liczebniki główne typu tysiąc, milion, miliard, ćwierć traktujemy jak rzeczowniki. Liczebniki ułamkowe (pół, półtora, półtrzecia, półczwarta) przyporządkowujemy do przysłówków.

### Klasyfikacja składniowa
Klasyfikacja ta oparta jest na kryterium składniowym tj. roli jaką mogą pełnić lub pełnią wyrazy w zdaniu i związkach jakie zachodzą między leksemami.
Jest to klasyfikacja oparta właściwie na kilku kryteriach:
1. Samodzielności syntaktycznej

Wyrazy asyntagmatyczne nie wchodzą w związki syntaktyczne. Do grupy tej należą:
- wykrzykniki użyte jako niezależne, izolowane wypowiedzenia np. Psst! Hej! Ojej!
- dopowiedzenia będące reakcją na czyjąś wypowiedź, odnoszące się do tej wypowiedzi np. tak, nie, oczywiście, absolutnie,
- wtrącenia, przerywniki, nie związane ani gramatycznie, ani semantycznie z innymi wyrazami, np. wiesz, znaczy, według mnie, moim zdaniem.

Wyrazy syntagmatyczne wchodzące w związki syntaktyczne
- rzeczowniki, czasowniki, przymiotniki, partykuły, spójnik, modulanty, modyfikatory, relatory (konektory), przyimki, zaimki.

1. Części mowy niesamodzielne, które nie mogą stanowić samodzielnych jednostek składni (składników) tzn. nie są odrębnymi członami. Występują zawsze w połączeniu z leksemami samodzielnymi. Ich rola polega na określaniu relacji między składnikami lub większymi strukturami (wyrażeniami, zdaniami składowymi, członami zdania).

1. Wyrazy będące częścią zdania:

- predykatywy wyrazy o funkcji członu głównego w zdaniu. Do grupy tej należą czasowniki właściwe i niewłaściwe,
- rzeczowniki wyrazy o funkcji członu głównego grupy imiennej. Do rzeczowników zaliczamy zaimki rzeczowne, które tworzą podklasę w obrębie tej części mowy.
- przymiotniki
- przysłówki wyrazy zależne od czasownika, wchodzące w zdaniu w związek z członem głównym (predykatywem) oraz występujące wyjątkowo w grupie imiennej.
- modalizatory – wyrazy względnie swobodne w zdaniu. Tradycyjnie zaliczane do przysłówków bądź szeroko rozumianych partykuł. Wyrazy te nie tworzą struktury zdania, nie wchodzą w związki składniowe, a jedynie modyfikują treść. Przykłady: prawdopodobnie, już, jeszcze, zupełnie,

1. Wyrazy nie będące częścią zdania:

- spójniki (podrzędne i współrzędne) – funkcja łącząca (łączą składniki zdania) np. i, albo, lub, czyli, a, oraz, bo, że żeby, gdyby,
- konektory (relatory) względne –funkcja łącząca (łączą składniki podrzędne i nadrzędne w zdaniu) to tradycyjne zaimki względne np. który, kto, jak, gdzie, kiedy, tyle, ile,
- partykuły – nie posiadają funkcji łączącej (nie stanowią wyodrębnionego składnika) np. niech, no, -że, -ż, no, ci, ano,
- przyimki – wyrazy syntaktycznie niesamodzielne, tworzą całość syntaktyczną dopiero w połączeniu z grupą imienną tj. z rzeczownikiem, liczebnikiem np. przed, do, z, w, nad, pod, przed, za,
- modulanty,

1. Wyrazy samodzielne i niesamodzielne składniowo

- Wyrazy samodzielne składniowo (mogące wystąpić w roli zdania lub równoważnika zdania):
  - rzeczownik, czasownik, przysłówek, wykrzyknik, przymiotnik, liczebnik, zaimek,
- Wyrazy niesamodzielne składniowe (nie mogące wystąpić w roli zdania lub równoważnika zdania):
  - modulant, spójnik, partykuła, przyimek, relator (konektor),

1. Wyrazy wchodzące i nie wchodzące w związki składniowe

- w związki składniowe z innymi wyrazami wchodzą: rzeczowniki, przymiotniki, przysłówki, liczebniki, zaimki, czasowniki,
- w związki składniowe z innymi wyrazami nie wchodzą: wykrzykniki, przysłówki, partykuły, spójniki, przerywniki, wtrącenia, modulanty.

## Problemy z klasyfikacją części mowy
Dany wyraz może spełniać jednocześnie wszystkie kryteria przynależności do jednej i tylko jednej części mowy i jest wtedy typowym przedstawicielem danej klasy (np. wyraz piórko oznacza rzecz, odmienia się przez przypadki i liczby, ma jeden określony rodzaj - nijaki i w zdaniu pełni m.in. funkcję podmiotu). Jest jednak wiele wyrazów, które w zależności od wybranego kryterium można by włączyć do różnych części mowy.
Najwięcej trudności sprawia klasyfikacyjna wyrazów na podstawie kryterium semantycznego i morfologicznego. W pierwszym przypadku są to przeszkody natury ontologicznej polegające na tym, że wyrazy o tym samym znaczeniu mogą należeć do różnych części mowy (nazywać lub odnosić się do tych samych cech, właściwości, pojęć itd.), np. wyrazy czarny, czerń i czernić są nazwami właściwości bycia czarnym, a mimo to leksemy te zaliczamy do różnych części mowy. Podobna sytuacja może występować w przypadku liczebników i przymiotników np. liczebnik tysiąc i przymiotnik tysięczny odnoszą się do tej samej liczby tj. tysiąca; rzeczowników i przymiotników, np. zgranie i zgrany; czasowników i rzeczowników, np. palenie i palić.
W przypadku kryterium morfologicznego trudności klasyfikacyjne mają zupełnie inny charakter. Dotyczą mianowicie różnic w odmianie pomiędzy wyrazami należącymi do tej samej części mowy, np. do klasy rzeczowników należą zarówno leksemy nieodmienne typu: alibi, tabu, kiwi, odmienne przez przypadki i liczby dom, samochód, szkoła, jak też odmieniające się przez przypadki tylko w jednej liczbie (mnogiej lub pojedynczej) drzwi, milenium, muzeum, akwarium, forum, kworum, kryterium. Także klasa czasowników nie jest jednorodna pod względem fleksyjnym. Niektóre czasowniki nie odmieniają się przez osoby, np. grzmi, wiadomo, warto lub odmieniają nieregularnie winien, powinien. Jeszcze większe różnice występują w odmianie liczebników i zaimków. Fleksyjnie nie ma różnicy między zaimkiem rzeczownym i rzeczownikiem, zaimkiem przymiotnym i przymiotnikiem, zaimkiem liczebnym a liczebnikiem. Wadą kryterium morfologicznego jest też to, że nie obejmuje nieodmiennych części mowy, co powoduje że jest bezużyteczne przy ich klasyfikowaniu.
W klasyfikacji leksemów występują też trudności natury formalnej, tj. związane ze słowotwórczą budową wyrazów. Wyrazy wchodzące w skład danej klasy tworzy się poprzez dodanie do członu podstawowego odpowiednich końcówek, np. przysłówek poprzez dodanie do tematu końcówki -nie, -o, -ie. Przymiotnik utworzymy od czasownika kończy się najczęściej na -ny, -owy, -i, -owski. Po rodzaju (postaci) końcówki powinniśmy więc domyślić się do jakiej części mowy należy dany wyraz. Niestety często nie da się tego zrobić ponieważ różne części mowy mają te same zakończenia. Istnieje jedynie duże prawdopodobieństwo, że np. wyraz zakończony na -ać, -ić to czasownik w bezokoliczniku, a na -nie, to rzeczownik.
Przykłady
Wyrazy zieleń i zielenieć oznaczają cechę tak jak przymiotniki, ale ze względu na sposób odmiany i funkcje w zdaniu należą do rzeczowników - zieleń i czasowników – zielenieć. Niektóre rzeczowniki podobnie jak czasowniki oznaczają czynności np. mówienie, oglądanie, śpiew, bieg ale odmieniają się przez przypadki i liczby oraz pełnią role składniowe charakterystyczne dla rzeczowników. Mogą też tak jak przymiotniki nazywać cechy np. czerwień, otyłość, giętkość. Przymiotniki i liczebniki mogą określać liczby, np. pięćset i pięćsetny.
Wyrazy polo i emu są nieodmienne, więc pod względem morfologicznym nie są typowymi rzeczownikami, mimo że ich znaczenia i funkcje składniowe są charakterystyczne dla rzeczowników.
Zaimek on odmienia się przez przypadki i rodzaje dlatego można uznać go za zaimek wskazujący.
Wiele wyrazów w szczególności nieodmiennych może należeć do kilku części mowy. Taki przypadek ma często miejsce w przypadku partykuł, spójników, przysłówków i zaimków przysłówkowych. Aby określić, do której grupy (grup) należy dany wyraz, trzeba wziąć pod uwagę jego rolę w zdaniu.
Najbardziej zawodnym kryterium podziału wyrazów na części mowy jest kryterium semantyczne, dlatego w szkole nie może ono być decydujące w opisie poszczególnych części mowy.
Rzeczowniki, przymiotniki, liczebniki, zaimki, czasowniki oraz przysłówki są wyrazami samodzielnymi tzn. coś znaczą nawet bez kontekstu (bez innych wyrazów) i same mogą stanowić jakąś część zdania.
Przyimki, spójniki oraz partykuły są wyrazami niesamodzielnymi tzn. nabierają znaczenia dopiero w kontekście (gdy występują wraz z innymi wyrazami).

### Wyrazy należące do kilku części mowy
Większość wyrazów w języku polskim należy do jednej tylko części mowy. Leksemy takie mają właściwości (składniowe, znaczeniowe, morfologiczne) charakterystyczne dla danej części mowy np. wyraz dom jest odmienny przez przypadki i liczby, posiada rodzaj (r. m. l poj. M. dom, D domu l. mn. M. domy, D. domów itd.), wchodzi w związki składniowe z innymi częściami mowy (przymiotnikami - wysoki dom, zaimkami przymiotnymi - ten dom, liczebnikami - trzy domy), pełni w zdaniu rolę podmiotu (Mój dom jest stary.), jest samodzielną częścią mowy (Co budujesz? Dom), jest pełnoznaczny (nazywa rodzaj budowli). Wyraz dom spełnia więc wszystkie kryteria charakterystyczne dla rzeczownika. Istnieje jednak spora grupa leksemów, należących do dwóch lub nawet trzech części mowy. Przynależność wyrazów do różnych klas wynika z ich funkcji składniowych, właściwości formalnych, sposobu użycia w zdaniu, znaczenia. Mają one właściwości charakterystyczne dla różnych części mowy np. wyraz koło jest odmienny, samodzielny znaczeniowo (nazywa przedmiot, figurę geometryczną, określa upływ czasu), wchodzi w związki składniowe (rzeczownikami - koło roweru, przymiotnikami -wyczyszczone koło, zaimkami przymiotnymi - moje koło), w zdaniu może być podmiotem (Zmieniłem koło.) i wtedy jest to rzeczownik. Ale ten sam wyraz może być użyty także w innej roli np. w zdaniu Przejeżdżał koło sklepu. wyraz koło nie jest części zdania (podmiotem, orzeczeniem, przydawką, dopełnieniem i okolicznikiem) jest niepełnoznaczny (niczego nie nazywa i nie określa), jest niesamodzielny składniowo (nie może wystąpić samodzielnie, oprócz niego musi być użyty jeszcze inny wyraz), jedyną cechą która łączy go z rzeczownikiem jest zdolność do wchodzenia w związki składniowe (koło domu, koło stołu). Ma więc wszystkie właściwości (z wyjątkiem jednej) charakterystyczne dla przyimka.
Przypadek, w którym wyraz należy do więcej niż jednej grupy wyrazów może zachodzić między różnymi parami części mowy. Rzeczownikami i czasownikami, rzeczownikami i wykrzyknikami (bryk, smyk), przysłówkami i czasownikami (wolno, wiadomo), przymiotnikami i przysłówkami. Jednak najczęściej przynależność do kilku części mowy występuje w przypadku nieodmiennych części mowy np. wyraz a w funkcji spójnika łączy zdania, nie wchodzi w związki składniowe, jest niesamodzielną częścią mowy, nie posiada znaczenia i nie jest częścią zdania (Mogłaś przyjść wcześniej, a nie o tej porze.) w funkcji wykrzyknika pozostaje poza zdaniem, posiada jednak znaczenie tzn. wyraża zdziwienie, zaskoczenie i może występować samodzielnie (A! tu jesteś. Aa! już rozumiem.), wyraz a może być użyty także jako partykuła wzmacniająca wypowiedz (Te przykłady można mnożyć a mnożyć.) nie wchodzi wtedy w związki składniowe, nie jest samodzielna i nie posiada znaczenia. Inny przykład: Leksem jak w roli zaimka przysłówkowego wchodzi w związki składniowe (z rzeczownikiem – Jak zdrowie?), może być częścią zdania (okolicznikiem) i występować samodzielnie (Musisz dojść do skrzyżowania. Jak?), jest samodzielny znaczeniowo (posiada znaczenie pytające), ale ten sam wyraz może być użyty jako spójnik i wtedy nie posiada znaczenia, nie wchodzi w związki składniowe (jedynie spaja części zdania), nie występuje samodzielnie (Mówił jak prorok.). Wyraz jak może być także partykułą (Jak śmiesz mnie obrażać!) jest on wtedy niesamodzielny i nie tworzy związków z innymi wyrazami a jedynie wzmacnia wypowiedz. Wyrazy nieodmienne mogą należeć jednocześnie do następujących  części mowy: partykuł i spójników, zaimków przysłownych i spójników, zaimków przysłownych i partykuł, spójników wykrzykników i partykuł, przysłówków i przyimków.

## Podsumowanie
Według tradycyjnej (szkolnej) klasyfikacji wyróżniamy dziesięć części mowy:
Rzeczownik – odmieniający się przez liczby i przypadki, posiadający rodzaj; nazywający osoby, zwierzęta, rośliny, przedmioty, pojęcia; wchodzący w związki składniowe z innymi wyrazami.
Czasownik – odmieniający się przez liczby, osoby, czasy, tryby i rodzaje; oznaczający czynności, stany, zjawiska; wchodzący w związki składniowe z innymi wyrazami.
Przymiotnik – odmieniający się przez liczby, przypadki, rodzaje; oznaczający właściwości osób, zwierząt, roślin, przedmiotów i pojęć; wchodzący w związki składniowe z innymi wyrazami.
Uwaga: Istnieje pewna, bardzo niewielka grupa przymiotników, które są nieodmienne.
Zaimek
- rzeczowny – odmieniający się przez przypadki, posiadający rodzaj; wskazujący (określający)lub pytający o osoby, przedmioty, cechy przedmiotów, istot, rzeczy, lub też zaprzeczający czemuś, komuś; wchodzące w związki składniowe z innymi wyrazami,
- przymiotny – odmieniają się przez liczby, przypadki i rodzaje; wskazują na osobę, zwierzę, przedmiot, rzecz, pojęcie, cechy; wchodzą w związki składniowe z innymi wyrazami,
- liczebny – odmieniający się przez przypadki i rodzaje; wskazujący na osoby, przedmioty, własności, miejsce, kierunek, czas lub określają liczbę, wielkość; wchodzący w związki składniowe z innymi wyrazami,
- przysłowny – nie odmieniający się, wskazujący lub pytający o miejsce, czas, sposób, kierunek, stopień i miarę; wchodzący w związki składniowe z innymi wyrazami.

Liczebnik
- główny – odmieniający się przez przypadki, liczby i rodzaje (od 1 do 4), przypadki i rodzaje (od pięciu wzwyż), przypadki i liczby, posiadający rodzaj (tysiąc, milion, bilion); wskazujący na liczbę osób, przedmiotów, zjawisk, rzeczy, zwierząt, pojęć; wchodzą w związki składniowe z innymi wyrazami.
- zbiorowy – odmieniający się przez przypadki, wskazujący na liczbę osób, przedmiotów, zjawisk, rzeczy, zwierząt, pojęć; wchodzący w związki składniowe.
- ułamkowy – odmieniający się przez przypadki i (czasami) rodzaje oraz liczby, niektóre są nieodmienne; wskazujący (określający) części przedmiotów, czasu, wielkości, jednostek, substancji; wchodzący w związki składniowe z innymi wyrazami.
- porządkowy – odmieniający się przez przypadki, liczby i rodzaje; określający kolejność lub miejsce w szeregu osób, przedmiotów, zwierząt, zjawisk; wchodzący w związki składniowe z innymi wyrazami.
- mnożny – odmieniający się przez przypadki, liczby i rodzaje; określający (wskazujący) ilość zdarzeń lub części; wchodzący w związki składniowe z innymi wyrazami.
- wieloraki – odmieniający się przez przypadki, liczby i rodzaje; określający wielokrotność lub liczbę możliwości, rozwiązań, rodzajów, kombinacji, czynności, części, wielkości, właściwości.
- wielokrotny – odmieniający się przez przypadki, liczby i rodzaje; określają (wskazują) wielokrotność danej czynności, zdarzenia, zjawiska.

Przysłówek – nieodmienna część mowy, oznacza sposób wykonywania, czas, jakość, stopień i miejsce wykonywania czynności, wchodzi w związki składniowe z innymi wyrazami.
Przyimek – nieodmienna część mowy, oznacza relacje, które zachodzą między wyrazami w wypowiedzeniu, wchodzi w związki składniowe z innymi wyrazami.
Spójnik – nieodmienna część mowy, łączy wyrazy i uwydatnia stosunki zachodzące między nimi, nie wchodzi w związki składniowe z innymi wyrazami.
Partykuła – nieodmienna część mowy, wzmacnia lub zmienia znaczenie wyrazu lub całego wypowiedzenia, nie wchodzi w związki składniowe z innymi wyrazami
Wykrzyknik – nieodmienna część mowy, wyraża uczucia, emocje, stany woli lub naśladuje dźwięki, nie wchodzi w związki składniowe z innymi wyrazami.
Modulant – nieodmienna część mowy, informuje o stosunku mówiącego do wypowiadanej treści, nie wchodzi w związki składniowe z innymi wyrazami.
Relator (konektor) – nieodmienna część mowy w przypadku gdy pochodzi od przysłówków i odmienne gdy pochodzi od rzeczowników, przymiotników i liczebników, jest wskaźnikiem zespolenia (relacji) w zdaniach złożonych względnych, tzn. spaja zdanie podrzędne z jednym ze składników zdania bezpośrednio nadrzędnego, nie wchodzi w związki składniowe.
Dopowiedzenie – nieodmienna część mowy, wyraża zaprzeczenie, potwierdzenie, niedowierzanie, powątpiewanie, nie wchodzi w związki składniowe z innymi wyrazami.
Cechy i właściwości części mowy na podstawie różnych kryteriów
Rzeczownik to część mowy spełniająca następujące warunki:
1. odpowiada w mianowniku na pytanie: kto? lub co?
2. występuje w jednym z trzech rodzajów, tj. męskim, żeńskim lub nijakim,
3. odmienia się przez przypadki i liczby lub odmienia się przez przypadki i nie odmienia się przez liczby (występuje tylko w jednej liczbie) lub nie odmienia się przez przypadki i liczby,
4. jest samodzielna składniowo i semantycznie,
5. tworzy związki składniowe i semantyczne z rzeczownikami (zaimkami rzeczownymi), przymiotnikami (zaimkami przymiotnymi), liczebnikami (zaimkami liczebnymi) i czasownikami lub (rzadko) przysłówkami (zaimkami przysłówkowymi),
6. prymarnie występuje w funkcji podmiotu, sekundarnie dopełnienia, okolicznika, przydawki lub orzecznika,
7. nazywa osoby, zwierzęta, rośliny, rzeczy, przedmioty, zjawiska, czynności, pojęcia,
8. w zdaniu pełni funkcję podmiotu, orzeczenia, dopełnienia, okolicznika lub przydawki
9. część mowy syntagmatyczna.

Przymiotnik to część mowy spełniająca następujące warunki:
1. odpowiada w mianowniku na jedno z pytań: jaki? jaka? jakie? czyj? czyja? czyje? który? która? które?
2. odmienia się lub nie (rzadko) przez rodzaje tj. w liczbie pojedynczej przez rodzaje męski, żeński i niejaki, a w liczbie mnogiej rodzaje męskoosobowy i niemęskoosobowy,
3. odmienia się przez przypadki i liczby lub nie odmienia się przez przypadki i liczby (rzadko),
4. jest samodzielna składniowo i semantycznie,
5. tworzy związki składniowe i semantyczne z rzeczownikiem (zaimkiem rzeczownym),
6. prymarnie występuje w funkcji przydawki, sekundarnie orzecznika lub podmiotu,
7. określa cechy i właściwości rzeczowników,
8. w zdaniu pełni funkcję orzeczenia lub przydawki,
9. część mowy syntagmatyczna.

Czasownik to część mowy spełniająca następujące warunki:
1. odpowiada w 3. os. na jedno z pytań: co robi? (co robił? co zrobił?), co się z kimś (czymś) dzieje?, co się dzieje?
2. odmienia się przez rodzaje (w czasie przeszłym i przyszłym),
3. nie odmienia się przez przypadki, odmienia się przez liczby, osoby, tryby, czasy (nie wszystkie, niektóre bezosobowe),
4. jest samodzielna składniowo i semantycznie,
5. tworzy związki składniowe i semantyczne z rzeczownikami (zaimkiem rzeczownym), przysłówkami (zaimkami przysłówkowymi),
6. prymarnie występuje w funkcji orzeczenia, sekundarnie podmiotu, dopełnienia, przydawki lub orzecznika,
7. nazywa czynności, stany, procesy lub zjawiska,
8. w zdaniu pełni funkcję orzeczenia, orzecznika, przydawki, dopełnienia, podmiotu lub okolicznika,
9. część mowy syntagmatyczna.

Liczebnik to część mowy spełniająca następujące warunki:
1. odpowiada w mianowniku na pytanie ile? ilu? który (która, które) z kolei?, jaki? jaka? jakie?
2. odmienia się przez rodzaje lub posiada rodzaj lub występują w jednym z dwóch rodzajów tj. męskoosobowym i niemęskoosobowym (w zależności od rodzaju liczebnika),
3. odmienna przez przypadki, liczby lub nieodmienna przez przypadki i liczby lub odmienna przez przypadki i nieodmienna przez liczby,
4. jest samodzielna składniowo i znaczeniowo,
5. tworzy związki składniowe i znaczeniowe z rzeczownikami (zaimkami rzeczownymi) innymi liczebnikami,
6. prymarnie występuje w funkcji przydawki, sekundarnie orzecznika,
7. określa ilość, liczbę, kolejność, częstotliwość lub wielokrotność,
8. w zdaniu pełni funkcję podmiotu, orzeczenia, przydawki lub okolicznika,
9. część mowy syntagmatyczna.

Zaimek to część mowy spełniająca następujące warunki:
1. odpowiada w mianowniku na pytanie jaki? czyj? który? ile? kto? co? lub gdzie? którędy? lub występuje w roli wyrazu pytającego,
2. posiada lub odmienia się przez rodzaje lub nie posiada i nie odmienia się przez rodzaje,
3. odmienia się przez przypadki lub odmienia się przez przypadki i liczby lub nie odmienia się przez przypadki i liczby,
4. jest samodzielna składniowo i znaczeniowo,
5. tworzy związki składniowe i znaczeniowe z rzeczownikami (zaimkami rzeczownymi), lub czasownikami lub przysłówkami (zaimkami przysłówkowymi), liczebnikami (zaimkami liczebnymi),
6. zależnie w charakterze jakiej części mowy występuje może być podmiotem, dopełnieniem, przydawką, orzecznikiem lub okolicznikiem lub występować w roli wskaźnika zespolenia, tj. wskazywać relacje nadrzędno-podrzędne między częściami zdania,
7. wskazuje lub pyta o osoby, cechy, przedmioty, właściwości, pojęcia,
8. w zdaniu pełni funkcję podmiotu, orzecznika, dopełnienia, okolicznika lub przydawki
9. część mowy syntagmatyczna.

Przysłówek to część mowy spełniająca następujące warunki:
1. odpowiada na jedno z pytań: jak? gdzie? skąd? dokąd? którędy? kiedy? odkąd?
2. nie odmienia się przez rodzaje i nie posiada rodzaju,
3. nie odmienia się przez przypadki, liczby, osoby, czasy, tryby,
4. jest samodzielny składniowo i znaczeniowo,
5. tworzy związki składniowe i semantyczne z czasownikami lub (rzadko) przymiotnikami, rzeczownikami i innymi przysłówkami,
6. prymarnie występuje w funkcji okolicznika, sekundarnie orzecznika,
7. wskazuje na sposób, miejsce, czas lub stopień czegoś lub kogoś,
8. w zdaniu pełni funkcję okolicznika lub orzeczenia,
9. część mowy syntagmatyczna.

Zgodnie z tą klasyfikacją do przysłówków zaliczymy wyrazy typu:
Modulant to część mowy która
1. nie odpowiada na żadne pytanie,
2. nie odmienia się przez rodzaje i nie posiada rodzaju,
3. nie odmienia się przez przypadki, liczby, osoby, czasy, tryby,
4. jest niesamodzielny składniowo i semantycznie,
5. nie tworzy związków składniowych,
6. wyraża stosunek nadawcy zdania do wypowiadanej treści,
7. występuje poza zdaniem pełniąc rolę uzupełniającą.

Do modulantów zaliczymy takie wyrazy jak: absolutnie, niestety, chyba, może, prawdopodobnie.
Spójnik to część mowy spełniająca następujące warunki:
1. nie odpowiada na żadne pytanie,
2. nie odmienia się przez rodzaje i nie posiada rodzaju,
3. nie odmienia się przez przypadki, liczby, osoby, czasy, tryby,
4. jest niesamodzielna składniowo i znaczeniowo,
5. nie tworzy związków składniowych,
6. nie posiada znaczenia,
7. w zdaniu pełni funkcję łącznika (wskazuje na relacje między częściami zdania lub całymi zdaniami).

Przykłady: i, a, ani, oraz, lub, lecz, ale, więc, gdy, aż, że iż, bo.
Konektor (relator) to część mowy spełniająca następujące warunki:
1. nie odpowiada na żadne pytanie,
2. nie odmienia się przez rodzaje i nie posiada rodzaju,
3. nie odmienia się przez przypadki, liczby, osoby, czasy, tryby,
4. jest samodzielna składniowo i znaczeniowo,
5. tworzy związki składniowe,
6. w zdaniu pełni funkcję łącznika (wskazuje na relacje między częściami zdania lub całymi zdaniami),
7. w zdaniu pełni funkcję wskaźnika zespolenia tj. spaja zdanie podrzędne z jednym ze składników zdania bezpośrednio nadrzędnego.

Przyimek to część mowy spełniająca następujące warunki:
1. nie odpowiada na żadne pytanie,
2. nie odmienia się przez rodzaje i nie posiada rodzaju,
3. nie odmienia się przez przypadki, liczby, czasy, osoby, tryby,
4. jest niesamodzielna składniowo i semantycznie,
5. tworzy związki składniowe z rzeczownikami (zaimkiem rzeczownym), przymiotnikiem, liczebnikiem głównym i zbiorowym, łącząc się z nimi w związki rządu (rządzi przypadkiem wyrazu z którym się łączy),
6. tworzy wraz z rzeczownikiem wyrażenia przyimkowe, które prymarnie może występować w funkcji dopełnienia, okolicznika lub przydawki,
7. nie posiada znaczenia,
8. określa relacje między wyrazami,
9. część mowy syntagmatyczna.

Partykuła to część mowy spełniająca następujące warunki:
1. nie odpowiada na żadne pytanie,
2. nie odmienia się przez rodzaje i nie posiada rodzaju,
3. nie odmienia się przez przypadki, liczby, czasy, osoby, tryby,
4. jest niesamodzielna składniowo i semantycznie,
5. nie tworzy związków składniowych i semantycznych z innymi wyrazami,
6. nie posiada znaczenia,
7. modyfikuje lub wzmacnia znaczenie wyrazu lub zdania,
8. część mowy syntagmatyczna.

Zatem do partykuł zaliczymy takie wyrazy jak: że, nie, niech, niechaj, by, indziej.
Wykrzyknik to część mowy spełniająca następujące warunki:
1. nie odpowiada żadne na pytanie,
2. nie odmienia się przez rodzaje i nie posiada rodzaju,
3. nie odmienia się przez przypadki, liczby, czasy, osoby, tryby,
4. nie tworzy związków składniowych i semantycznych (z wyjątkiem tzw. czasowników wykrzyknikowych),
5. jest samodzielna składniowo i znaczeniowo,
6. wyraża uczucia, wolę, apele, naśladuje dźwięki,
7. występuje poza zdaniem, z wyjątkiem czasowników wykrzyknikowych, które mogą pełnić rolę orzeczenia
8. część mowy asyntagmatyczna.

Dopowiedzenie to część mowy spełniająca następujące warunki:
1. nie odpowiada żadne na pytanie,
2. nie odmienia się przez rodzaje i nie posiada rodzaju,
3. nie odmienia się przez przypadki, liczby, czasy, osoby, tryby,
4. nie tworzy związków składniowych i semantycznych,
5. jest niesamodzielna składniowo i znaczeniowo,
6. występuje poza zdaniem, pełniąc rolę dopowiedzenia,
7. część mowy asyntagmatyczna.

Do dopowiedzeń zaliczymy takie wyrazy jak: owszem, oczywiście, tak, nie, absolutnie,

## Jak klasyfikować części mowy – uwagi metodologiczne
Dobrze skonstruowana klasyfikacja części mowy powinna spełniać następujące kryteria:
- powinna być łatwo weryfikowalna, tj. oparta na takich przesłankach, które dają się łatwo zweryfikować, np. zdolności wchodzenia wyrazów w związki składniowe z rzeczownikiem,
- powinna być oparta na jasnych i nieintuicyjnych kryteriach, tj. kryteriach obiektywnych nie wynikających z intuicji, ale z określonych właściwości lub cech poszczególnych wyrazów, np. odmianie lub braku odmiany,
- powinna być wyczerpywana, tj. obejmować cały zasób leksykalny języka polskiego,
- powinna być wewnętrznie spójna, tj. obejmować tylko te leksemy, które pełnią podobne funkcje i mają podobne bądź identyczne właściwości składniowe, znaczeniowe, morfologiczne,
- powinna być możliwie jak najbardziej jednorodna, tzn. obejmować leksemy tylko o cechach charakterystycznych dla danej części mowy.

Nie ma uniwersalnego kryterium, które spełniałoby wszystkie te warunki. Najbardziej bliskie ich spełnienia jest kryterium składniowe.